# Wittenberge
Wittenberge ist eine amtsfreie Stadt im Landkreis Prignitz im Nordwesten Brandenburgs und der bevölkerungsreichste Ort in der Prignitz. Die Stadt an der Elbe, auf halber Strecke zwischen den Metropolen Berlin und Hamburg, besteht seit dem Mittelalter. Sie entwickelte sich während der Industrialisierung durch den Bahnhof Wittenberge und den Elbhafen als Technologiestandort, vor allem mit den Eisenbahnausbesserungs- und Nähmaschinenwerken. Mit dem benachbarten Perleberg bildet es ein Mittelzentrum. In der Stadt finden jährlich die Elblandfestspiele statt.

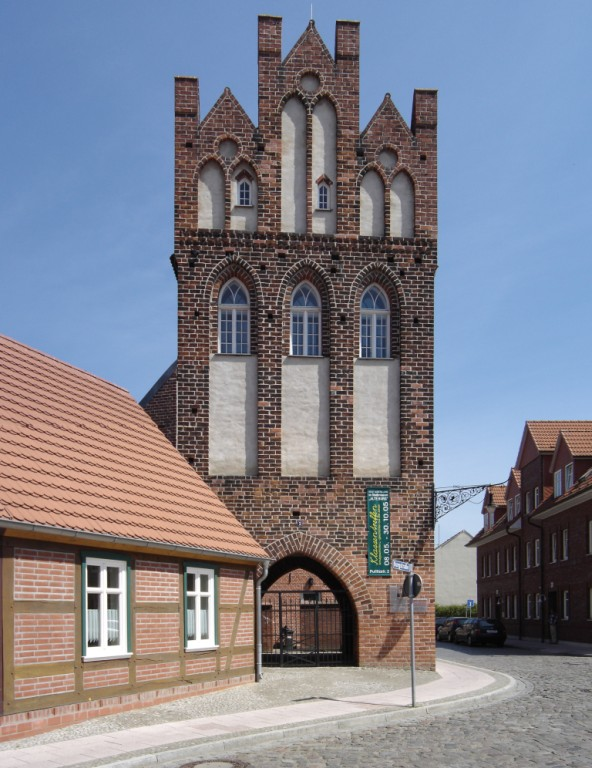
Steintor, ältestes Gebäude in Wittenberge, 1297 erstmals erwähnt.

## Geografie
Wittenberge liegt im nordwestlichen Brandenburg in der Prignitz, etwa elf Kilometer südwestlich der Kreisstadt Perleberg, am nördlichen Ufer der Elbe, direkt an der Einmündung der Stepenitz und der Karthane in diesen Strom. Die Stadt befindet sich ungefähr in der Mitte der Eisenbahnstrecken Berlin–Hamburg und Rostock–Magdeburg.

### Nachbargemeinden
Dem Uhrzeigersinn folgend sind die Nachbargemeinden, beginnend im Westen, Cumlosen, Lanz, Perleberg, Weisen, Breese und Bad Wilsnack auf der brandenburgischen Elbseite sowie jenseits des Flusses Seehausen (Altmark) und Aland (Altmark) in Sachsen-Anhalt.

## Stadtgliederung
Ein eigentliches Stadtzentrum hat Wittenberge nicht. Die meisten Geschäfte und Einrichtungen befinden sich in der Bahnstraße, die nach 1846 als Verbindung zwischen Stadt und Bahnhof angelegt wurde und bis 1933 Chausseestraße hieß. Zu Wittenberge gehören laut Hauptsatzung der Stadt die Ortsteile Bentwisch, Garsedow, Hinzdorf, Lindenberg, Lütjenheide, Schadebeuster und Zwischendeich. Darüber hinaus sind die drei Wohnplätze Berghöfe, Hermannshof und Wallhöfe Teil des Stadtgebietes.

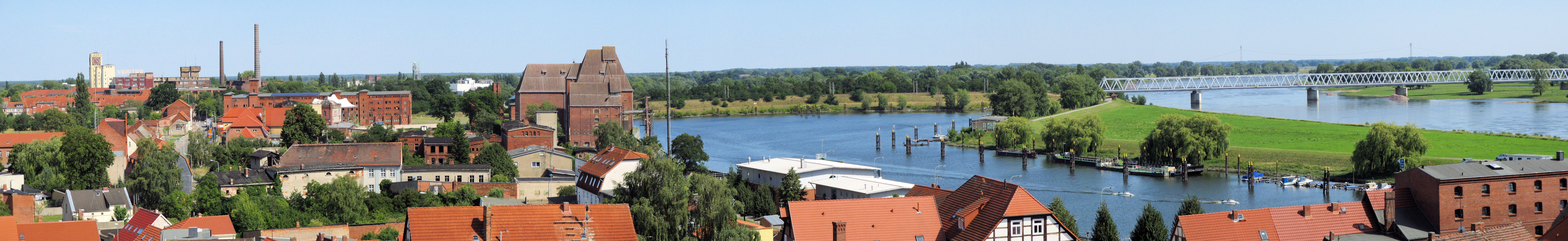
Panoramabild von Wittenberge mit Uhrenturm, Hafen, Stepenitz, Elbe und Eisenbahnbrücke

Lütjenheide, Schadebeuster und Zwischendeich sind seit dem 20. Juni 1957 Ortsteile von Wittenberge. Lindenberg wurde 1962 nach Wittenberge eingemeindet und seit 1995 ist es ein Ortsteil von Wittenberge. Garsedow und Hinzdorf wurden am 20. Oktober 1971 eingemeindet. Bentwisch kam am 1. Dezember 1997 hinzu.

## Geschichte

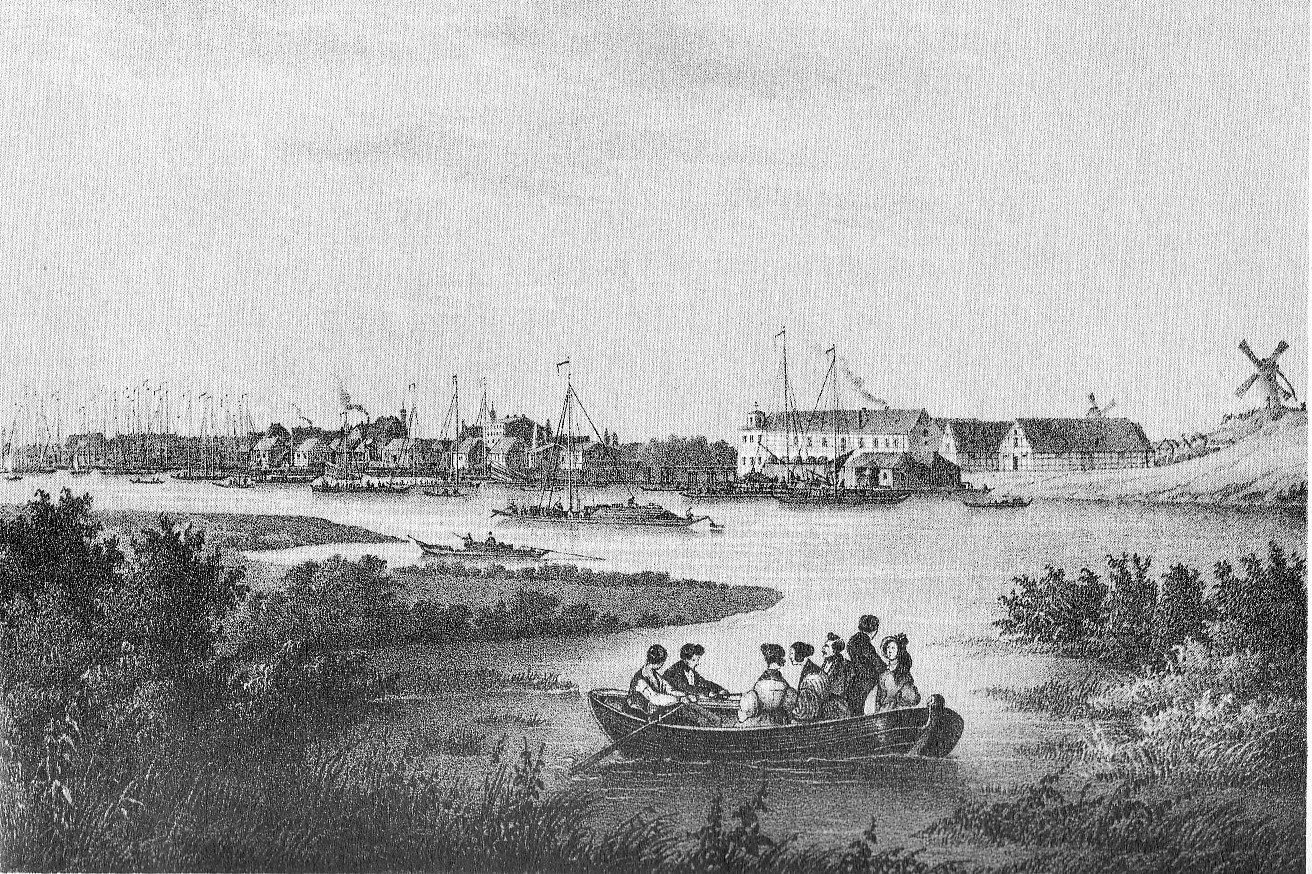
Ansicht um 1850

### Anfänge bis 1900

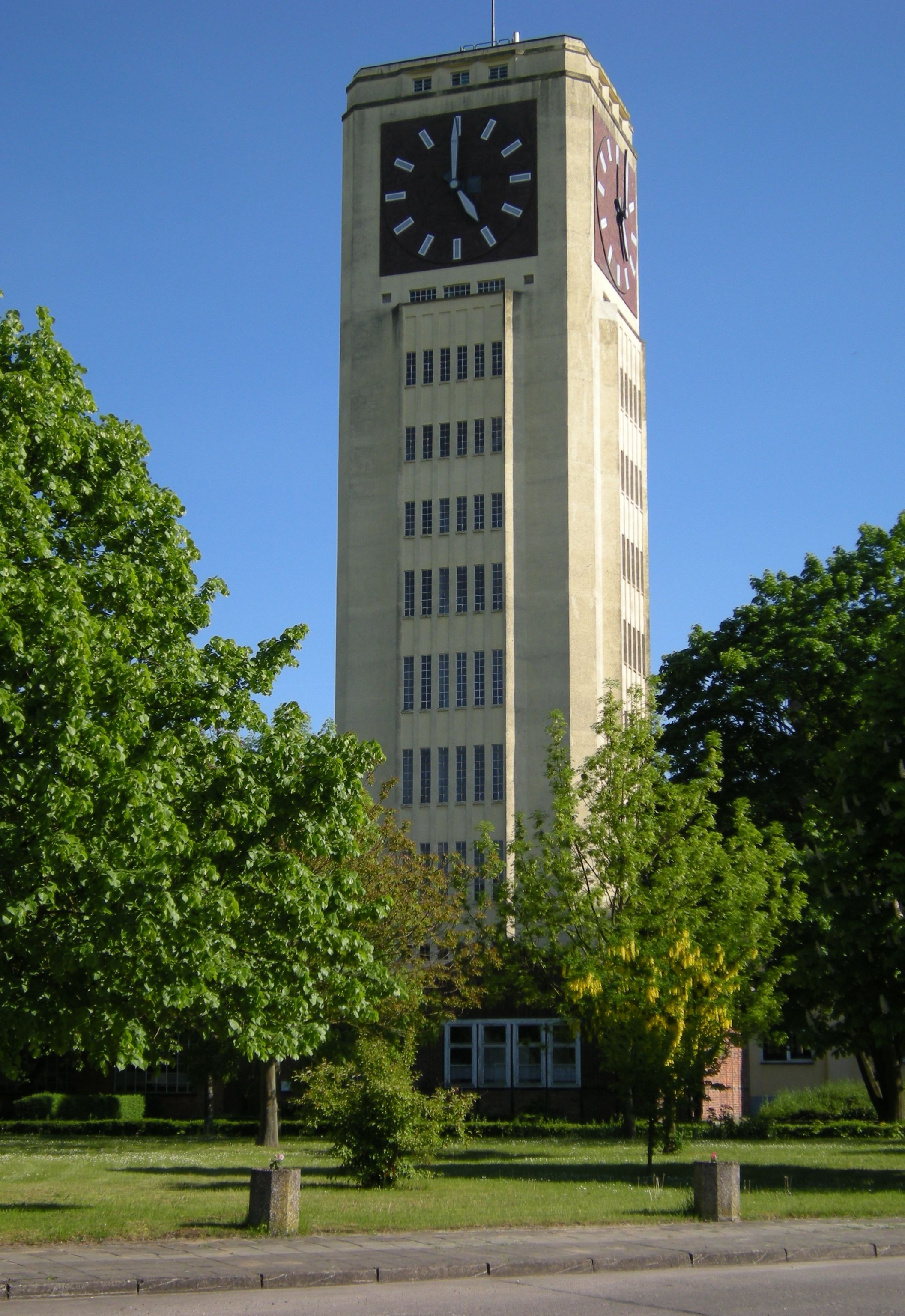
Wahrzeichen der Stadt: Uhrenturm des Nähmaschinenwerkes in Wittenberge von 1929 (größte freistehende Turmuhr Deutschlands und auf dem europäischen Festland)

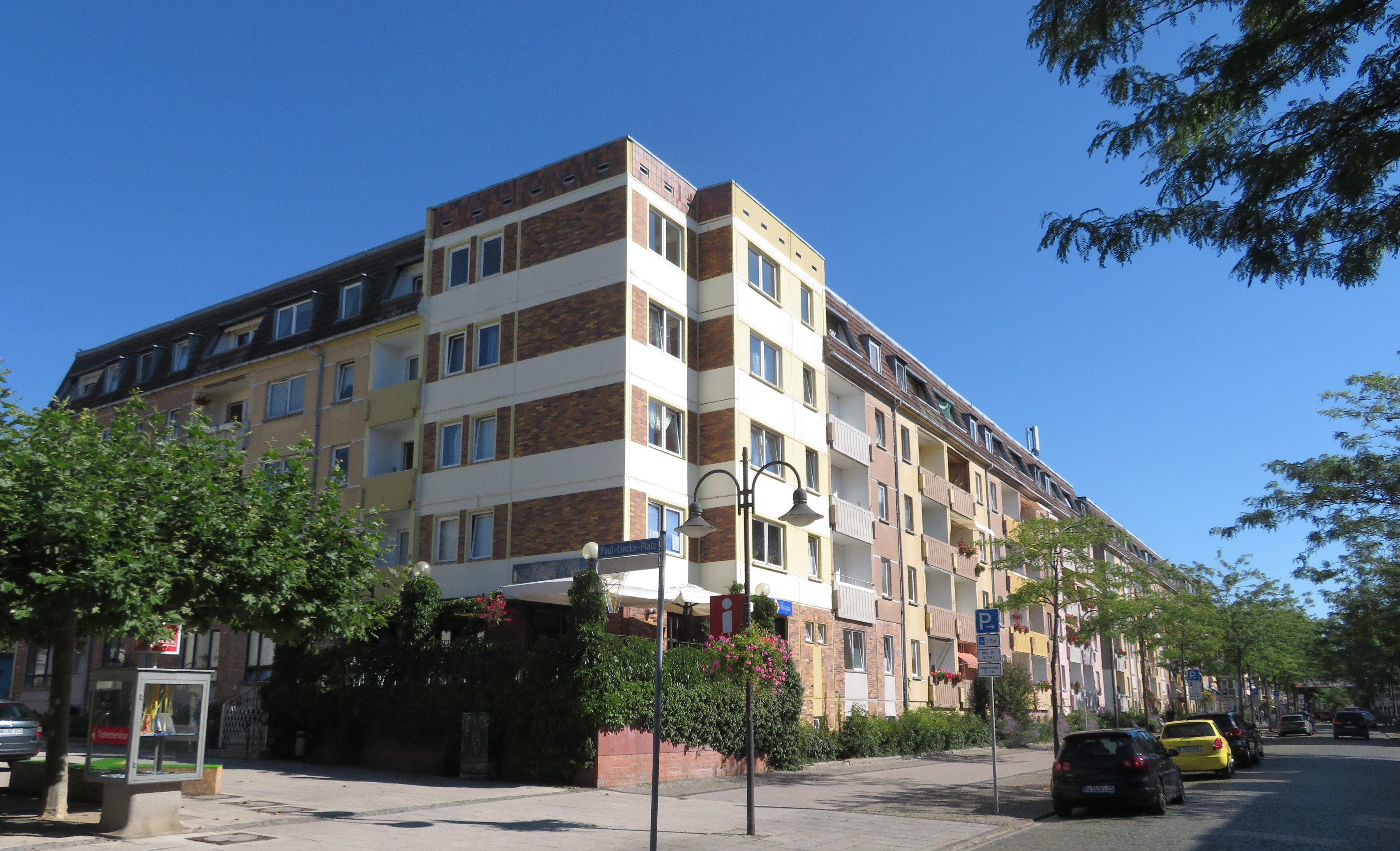
Architektur der DDR in der Bahnstraße nach der Renovierung

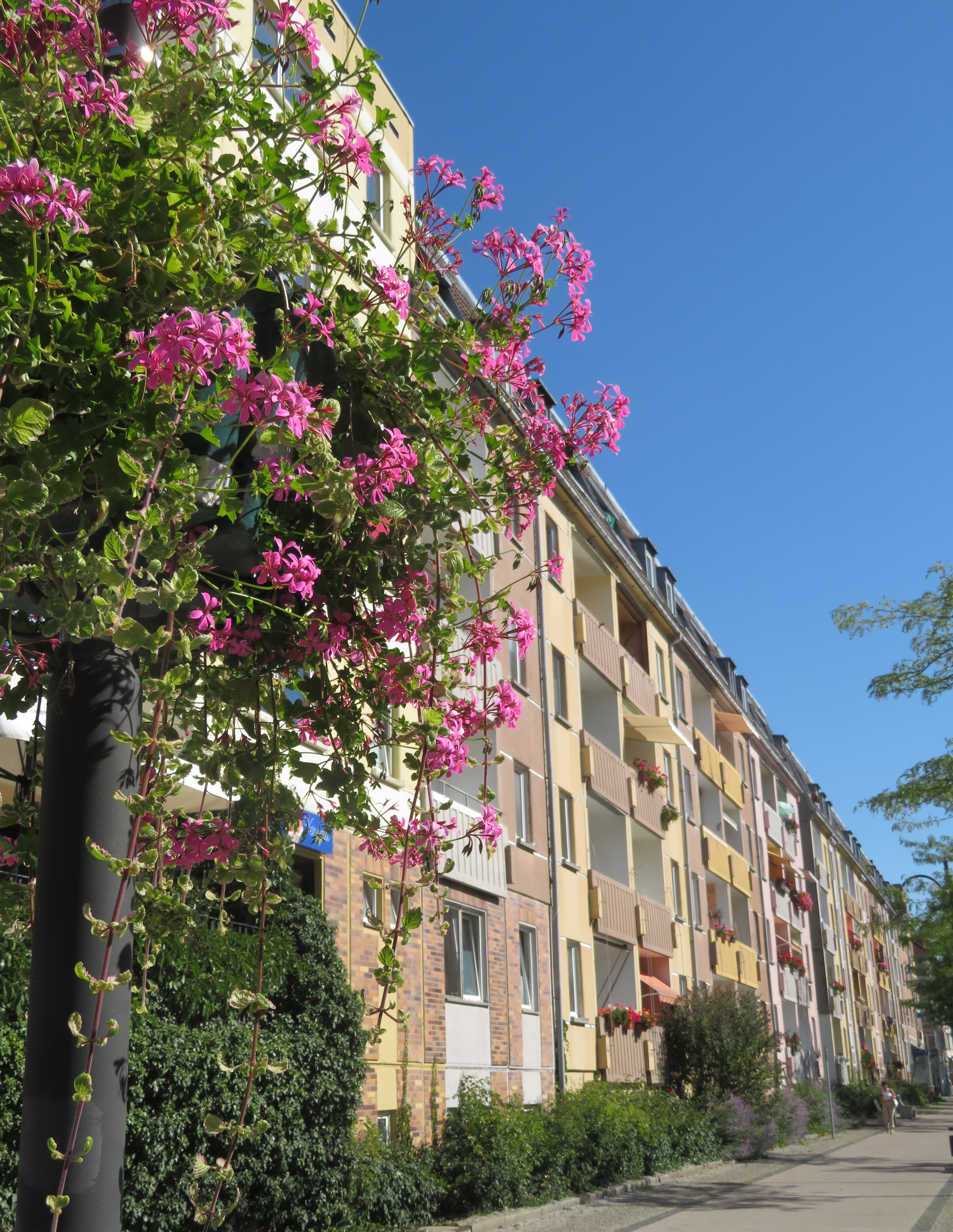
Architektur der DDR in der Bahnstraße nach der Renovierung

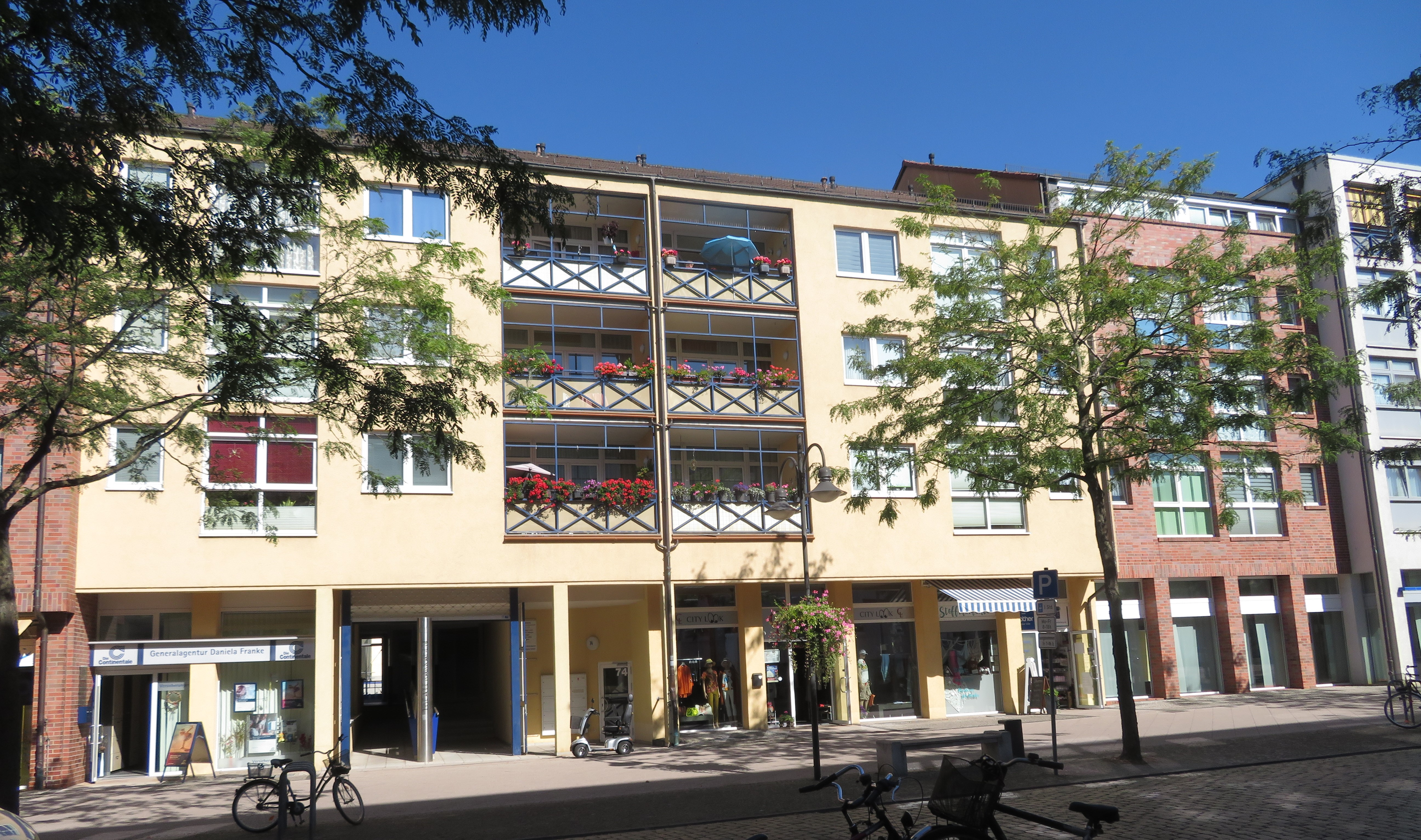
Bahnstraße, Hauptgeschäftsstraße der Stadt

Im Zuge der deutschen Besiedlung nach der Eroberung der ostelbischen Gebiete der späteren Mark Brandenburg wurde Wittenberge unter Obhut der Familie Gans gegründet, wie auch Perleberg und Putlitz. Wittenberge soll 1226 in einer Urkunde, die nur als Transsumpt in einer Originalurkunde des Markgrafen Friedrich d. J. von Brandenburg vom 15. Februar 1463 vorliegt, erstmals urkundlich erwähnt worden sein. In der besagten Urkunde verfügten die Markgrafen Johann und Otto von Brandenburg, dass niemand eine Schiffsfähre auf der Elbe zwischen der Stadt Werben (Elbe) und „Wittemberge“ unterhalten darf. Hermann Krabbo bezeichnete 1910 die Urkunde von 1226 als Fälschung, was durch Forschungen im Landeshauptarchiv Sachsen-Anhalt im Januar 2006 bekräftigt wurde. Eine weitere urkundliche Erwähnung findet sich am 29. Oktober 1239. Damals unterschrieb ein Zeuge eine Urkunde mit „prepositus de uittenberge“. Ferner wurde Wittemberg am 22. Juli 1300 urkundlich erwähnt, als der Stadtherr Otto I. Gans die Rechte Wittenberges als Stadt bestätigte.
Am Ende des Dreißigjährigen Krieges war Wittenberge vollständig entvölkert.
Große Teile der Stadt fielen 1686 und 1757 verheerenden Bränden und 1709 und 1761 Elbdeichbrüchen zum Opfer. Im Hafen von Wittenberge legte 1820 das erste Dampfschiff der Berlin-Hamburg Passagierlinie an. Der industrielle Aufschwung der Stadt wurde 1823 durch den Bau einer Ölmühle (1823–1935: Herzsche Ölmühle, 1942–1946: Märkische Ölwerke Wittenberge AG, 1946–1990: VEB Märkische Ölwerke Wittenberge, 1990–1991: Märkische Ölwerke GmbH Wittenberge) durch den Kaufmann Salomon Herz begründet. Die Fertigstellung des Elbhafens im Jahr 1835, der Anschluss an die Eisenbahnstrecke Berlin–Hamburg am 15. Oktober 1846 sowie die Fertigstellung der Anschlussstrecken nach Magdeburg zwischen 1847 und dem 25. Oktober 1851, Lüneburg (1874) und Salzwedel (1879) waren ebenfalls entscheidend für die wirtschaftliche Entwicklung der Stadt. Der Ölmühle folgten 1846 eine Seifenfabrik, 1849 eine chemische Fabrik und 1875 ein Eisenbahn-Ausbesserungswerk, das bis heute besteht.
In Wittenberge wurde 1849 eine Zweigstelle (Gerichtskommission) des Kreisgerichtes Perleberg eingerichtet. Diese wurde 1879 in das Amtsgericht Wittenberge umgewandelt, das bis 1952 bestand.

### 1900 bis 1945
Die in New York City ansässige Firma Singer Manufacturing Company errichtete 1903 eine Nähmaschinenfabrik in Wittenberge, die bis in die 1920er Jahre weitere Ausbauten erfuhr, u. a. 1928/29 durch die größte freistehende Turmuhr auf dem europäischen Kontinent. Hier wurden bis zum 3. Mai 1945 die Singer-Nähmaschinen hergestellt. Während der Zeit der DDR wurde die Nähmaschinenproduktion erfolgreich weitergeführt. Die Nähmaschinen aus Wittenberge hießen jetzt VERITAS und Naumann und wurden ein Weltprodukt.
Das Baubüro Gropius erhielt 1912 den Auftrag, im Norden der Stadt die Projekt- und Bauleitung der großen Arbeitersiedlung Eigene Scholle zu übernehmen. In den Jahren 1913/1914 entstanden auf diese Weise drei Typen von Siedlungshäusern, in denen sich erstmals Gropius’ Konzept rationell errichteter Bauten umsetzen ließ. Die Stadt Wittenberge unterließ es, die Bauten unter Denkmalschutz zu stellen, so dass durch die jahrzehntelange Nutzung sowie private Um- und Anbauten der ursprüngliche Zustand verloren ging.
Bereits 1912 war ein Teil des Friedhofs als Begräbnisstätte für die Juden der Stadt eingerichtet worden. Die 1923 gegründete Jüdische Gemeinde, die keine eigene Synagoge besaß, bestattete hier ihre verstorbenen Mitglieder. Während der NS-Zeit in Deutschland beseitigten die Nationalsozialisten den Friedhof. Außerdem befand sich ab 1942 auf dem Gelände der 1937 gegründeten Zellstoff- und Zellwollefabrik das KZ-Außenlager Wittenberge des KZ Neuengamme. Die etwa 3000 Häftlinge wurden unter unmenschlichen Bedingungen zur Zwangsarbeit verpflichtet. Hunderte überlebten nicht, weil sie an Hunger oder Krankheiten starben oder ermordet wurden. Im Jahr 1962 wurden Grabsteine restauriert und aufgestellt, dazu ein Gedenkstein.
Durch die Ölmühle, Singer und das Bahnwerk sowie den Bau weiterer Fabriken wie 1935 die Norddeutsche Maschinenfabrik und 1937/38 die Zellstoff- und Zellwollefabrik wurde Wittenberge die wichtigste Industriestadt der Region. Durch den industriellen und damit wirtschaftlichen Aufschwung stieg die Einwohnerzahl schnell an. Dies führte zur Ausweitung des Stadtgebietes. Besonders zwischen der Altstadt und dem rund ein Kilometer nordöstlich davon errichteten Bahnhof entstanden in mehreren Phasen Wohnungen für Arbeiter. Darunter sind auch etliche Gebäude der Gründerzeit, die nach und nach saniert werden. Besonderes Augenmerk verdient auch das Haus der Vier Jahreszeiten mit seiner Fassade im Jugendstil.
In den Jahren 1912–1914 wurde das Wittenberger Rathaus (Turmhöhe 51 m) errichtet, das in seiner monumentalen Ausführung deutlich den großstädtischen Anspruch der aufstrebenden Industriestadt symbolisiert. Dieser Aufbruch wurde durch die Folgen des Ersten Weltkrieges 1914–1918 und die Weltwirtschaftskrise ab Ende der 1920er Jahre gedämpft.
Wittenberge hatte nach 1816 dem Kreis Westprignitz in der preußischen Provinz Brandenburg (Regierungsbezirk Potsdam) angehört. Am 1. August 1922 schied die Stadt Wittenberge aus dem Kreis Westprignitz aus und bildete fortan einen eigenen Stadtkreis.
Im Zweiten Weltkrieg, in den Jahren 1944 und 1945, wurde Wittenberge fünfmal von der 8. US-Luftflotte angegriffen. Insgesamt 119 viermotorige Bomber entluden 345 Tonnen Bombenlast über der Stadt, was zu erheblichen Zerstörungen an Industriebetrieben, Verkehrseinrichtungen und in Wohngebieten führte. Der Angriff am 22. Februar 1945 erfolgte im Rahmen der groß angelegten alliierten Operation Clarion und forderte 28 Tote, der Angriff am 15. März 1945 über 100 Tote. Insgesamt gab es in Wittenberge 216 Tote durch Bomben und Artillerie-Beschuss der Alliierten. Nach der Besetzung der Stadt zum Kriegsende kam es in Wittenberge zu einer gemeinsamen Siegesparade von US-Soldaten und Rotarmisten, die zuvor an der Elbe zusammengetroffen waren.

### Seit 1945
Im Jahr 1950 verlor die Stadt Wittenberge ihre Kreisfreiheit und wurde wieder dem Kreis Westprignitz zugeordnet. Im Jahr 1952 löste man das Land Brandenburg und den Kreis Westprignitz auf. Wittenberge gehörte von 1952 bis zum Ende der DDR zum Kreis Perleberg im Bezirk Schwerin. Mit der Neubildung der ostdeutschen Bundesländer, 1990, gehört Wittenberge zu Brandenburg. 1993 wurden der Kreis Perleberg und damit auch Wittenberge Bestandteil des neu gebildeten Landkreises Prignitz.
Die Wiedervereinigung Deutschlands 1990 brachte für die Prignitz und Wittenberge mit dem Verlust bedeutender Betriebe erhebliche wirtschaftliche Veränderungen. Neben dem Nähmaschinenwerk mit 3000 Beschäftigten wurden auch das Zellstoffwerk (VEB Zellwolle, 1990) und die Ölmühle (1991) geschlossen. Von den großen Betrieben blieb nur das Reichsbahnausbesserungswerk Wittenberge (RAW) als jetziges Instandhaltungswerk der Deutschen Bahn AG erhalten. Aufgrund des damit verbundenen Wegfalls von Arbeitsplätzen kam es zu einer Abwanderung von Einwohnern in erheblichem Ausmaß (ca. 2 % p. a. seit 1990), deren Ende noch nicht prognostiziert wurde. Der Bahnhof Wittenberge, der bis 2000 noch stündlich mit ICE-Zügen auf der Strecke Hamburg–Berlin bedient wurde, verlor drastisch an Bedeutung.
Seit der 700-Jahr-Feier der Stadt im Jahr 2000 ist Wittenberge der jährliche Austragungsort der überregional bekannten Elblandfestspiele Wittenberge (EFS), des internationalen Festivals der Operette und heiteren Bühnenkunst in Deutschland. Es ist damit das bedeutendste Musikfestival dieses musikalischen Genres in Deutschland. Gleichzeitig ist Wittenberge Austragungsort des Internationalen Gesangswettbewerbes für Operette „Paul Lincke“.

## Bevölkerungsentwicklung
| Jahr | Einwohner |
| ---- | --------- |
| 1652 | 0.252     |
| 1719 | 0.374     |
| 1750 | 0.761     |
| 1800 | 0.884     |
| 1825 | 1.325     |
| 1850 | 4.176     |

| Jahr | Einwohner |
| ---- | --------- |
| 1875 | 07.640    |
| 1890 | 12.587    |
| 1910 | 20.600    |
| 1925 | 25.652    |
| 1933 | 25.343    |
| 1939 | 27.834    |

| Jahr | Einwohner |
| ---- | --------- |
| 1946 | 31.485    |
| 1950 | 31.343    |
| 1964 | 32.439    |
| 1971 | 33.160    |
| 1981 | 31.765    |
| 1985 | 30.519    |

| Jahr | Einwohner |
| ---- | --------- |
| 1990 | 28.168    |
| 1995 | 24.515    |
| 2000 | 22.163    |
| 2005 | 19.767    |
| 2010 | 18.571    |
| 2015 | 17.206    |

| Jahr | Einwohner |
| ---- | --------- |
| 2020 | 16.862    |
| 2021 | 16.682    |
| 2022 | 16.927    |
| 2023 | 17.076    |
| 2024 | 17.058    |

11945 befanden sich etwa 6000 Flüchtlinge in Wittenberge
Gebietsstand des jeweiligen Jahres, Einwohnerzahl: Stand 31. Dezember (ab 1991), ab 2011 auf Basis des Zensus 2011, ab 2022 auf Basis des Zensus 2022

## Politik

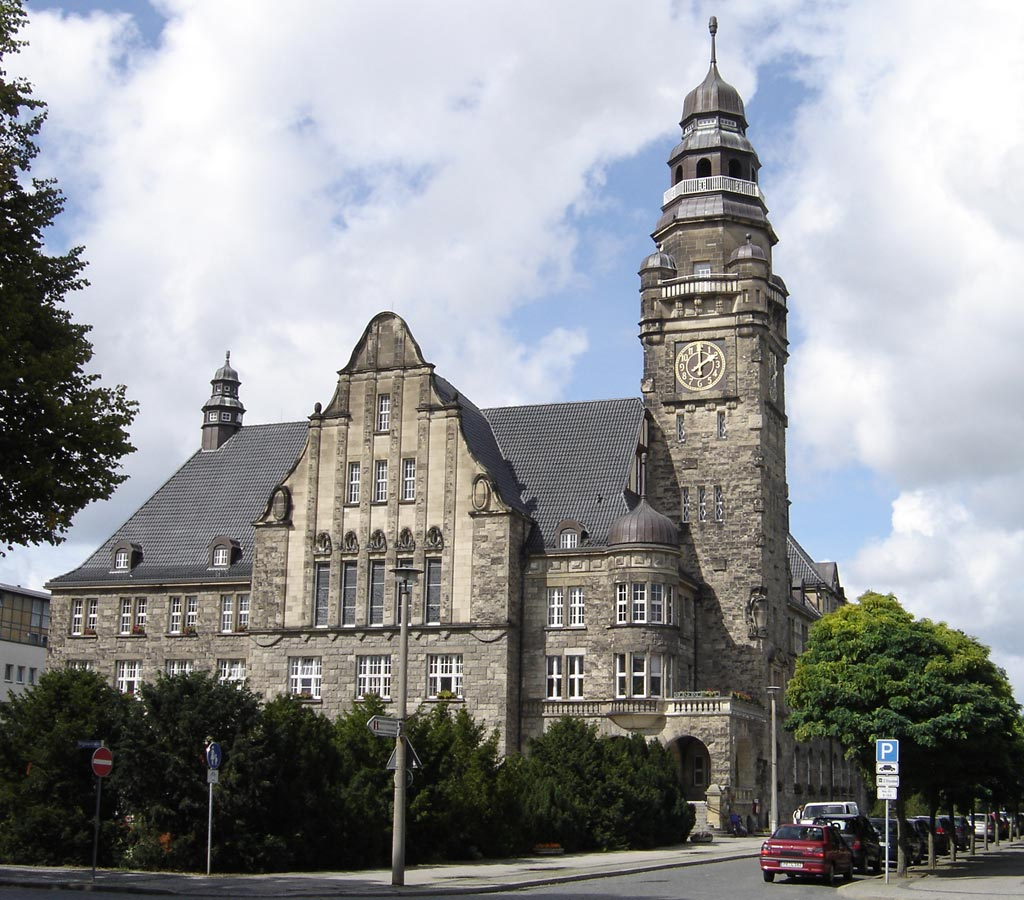
Rathaus Wittenberge

### Stadtverordnetenversammlung
Die Stadtverordnetenversammlung von Wittenberge besteht entsprechend der Einwohnerzahl der Stadt aus 28 Stadtverordneten und dem hauptamtlichen Bürgermeister. Die Kommunalwahl am 9. Juni 2024 führte bei einer Wahlbeteiligung von 53,6 % zu folgendem Ergebnis:
| Partei / Wählergruppe                | Stimmenanteil 2019 | Sitze 2019 |        | Stimmenanteil 2024 | Sitze 2024 |
| ------------------------------------ | ------------------ | ---------- | ------ | ------------------ | ---------- |
| SPD                                  | 27,1 %             | 8          | 27,0 % | 8                  |            |
| CDU                                  | 25,7 %             | 7          | 26,7 % | 7                  |            |
| AfD                                  | 14,8 %             | 4          | 24,5 % | 2                  |            |
| Die Linke                            | 15,1 %             | 4          | 07,4 % | 2                  |            |
| Freie Wähler Wittenberge (FWW)       | –                  | –          | 06,6 % | 2                  |            |
| Bündnis 90/Die Grünen                | 06,9 %             | 2          | 03,0 % | 1                  |            |
| FDP                                  | 08,2 %             | 2          | 01,8 % | 1                  |            |
| Bürgerstimme für die Prignitz (BfdP) | –                  | –          | 01,8 % | –                  |            |
| Einzelbewerber Frank Heinke          | –                  | –          | 01,0 % | –                  |            |
| Einzelbewerber Frank Fischer         | 02,3 %             | 1          | –      | –                  |            |
| Insgesamt                            | 100 %              | 28         | 100 %  | 23                 |            |

Bei der Wahl 2024 entfielen auf die AfD sieben Sitze, von denen fünf unbesetzt bleiben, weil die Partei nur zwei Kandidaten nominiert hatte.

### Bürgermeister
- –1897: August Jahn, nach ihm ist die Bürgermeister-Jahn-Straße benannt
- 1897–1908: Paul Nedwig, nach ihm ist der Hafen von Wittenberge benannt[22]

seit 1990
- 1990–1993: Sigmar Luft (CDU)[23]
- 1993–2008: Klaus Petry (SPD)[23]
- seit 2008: Oliver Hermann (parteilos)[24]

Hermann wurde als Kandidat der SPD am 10. März 2024 ohne Gegenkandidat mit 96,2 % der gültigen Stimmen in seinem Amt bestätigt. Seine Amtszeit beträgt acht Jahre.

### Wappen
| Wappen von Wittenberge | Blasonierung: „In Silber eine dreitürmige rote Burg mit abgeschrägtem Mauerwerk und geschlossenem goldenen Tor, über dem breiten niedrigen Mittelturm schwebend ein goldbewehrter roter Adler mit goldenen Brustspangen.“ |
| Wappen von Wittenberge | Wappenbegründung: Wittenberge erhielt seit 1264 die Stadtrechte. Am 13. September 1927 genehmigte das Staatsministerium, dass die Stadt an Stelle der Gans aus dem Wappen der edlen Herren von Putlitz, die sie 1892 auf den Mittelturm der Burg des Stadtwappens gestellt hatte, durch den brandenburgischen Adler ersetzt werde. Es war nämlich ein bisher unbekanntes SECRETVM CIVITATIS VITTENBERG an einer Urkunde vom Jahre 1633 mit diesem Bild gefunden und zugleich festgestellt worden, dass die von Putlitz, wie andere Adelsgeschlechter auch, nur kurze Zeit Lehensherren der landesherrlichen Stadt gewesen waren. Die Burg weist auf die Wehrhaftigkeit der mittelalterlichen Stadt hin, während der märkische rote Adler die einstige brandenburgische Landeshoheit symbolisiert. |

### Flagge

Stadtflagge von Wittenberge

„Die Flagge ist Rot – Weiß (1:1) gestreift und mittig mit dem Stadtwappen belegt.“

### Dienstsiegel
Das Dienstsiegel zeigt das Wappen der Stadt mit der Umschrift STADT WITTENBERGE • LANDKREIS PRIGNITZ.

### Städtepartnerschaften

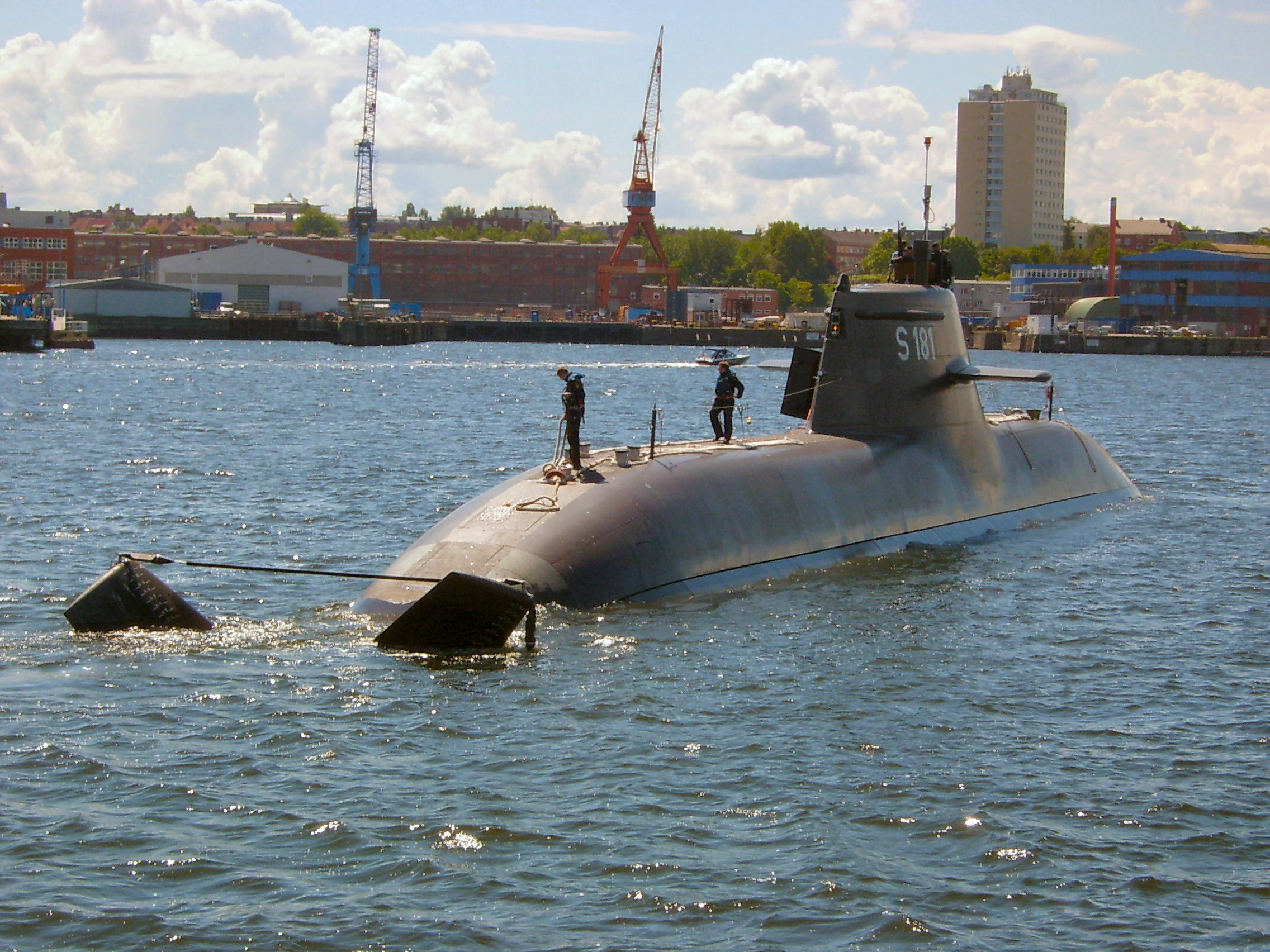
U-31 im Hafen von Kiel

Wappen von U-31

Partnerschaften gibt es mit folgenden Städten:
- Châlons-en-Champagne in Frankreich, seit 2010[28]
- Elmshorn, Schleswig-Holstein/Deutschland
- Rasgrad, Bulgarien

### Patenschaft
Die Stadt Wittenberge hält seit der Taufe am 20. März 2002 die Patenschaft für das erste U-Boot der Klasse 212 A, U 31 (NATO-Kennung: S 181). Damit ist sie die erste ostdeutsche Kommune mit einer solchen Patenschaft. Das Wappen des U-Boots zeigt den Wittenberger Adler über zwei gekreuzten Dreizacken und darunter eine blaue Weltkugel (Siehe Abbldung).

## Sehenswürdigkeiten und Kultur

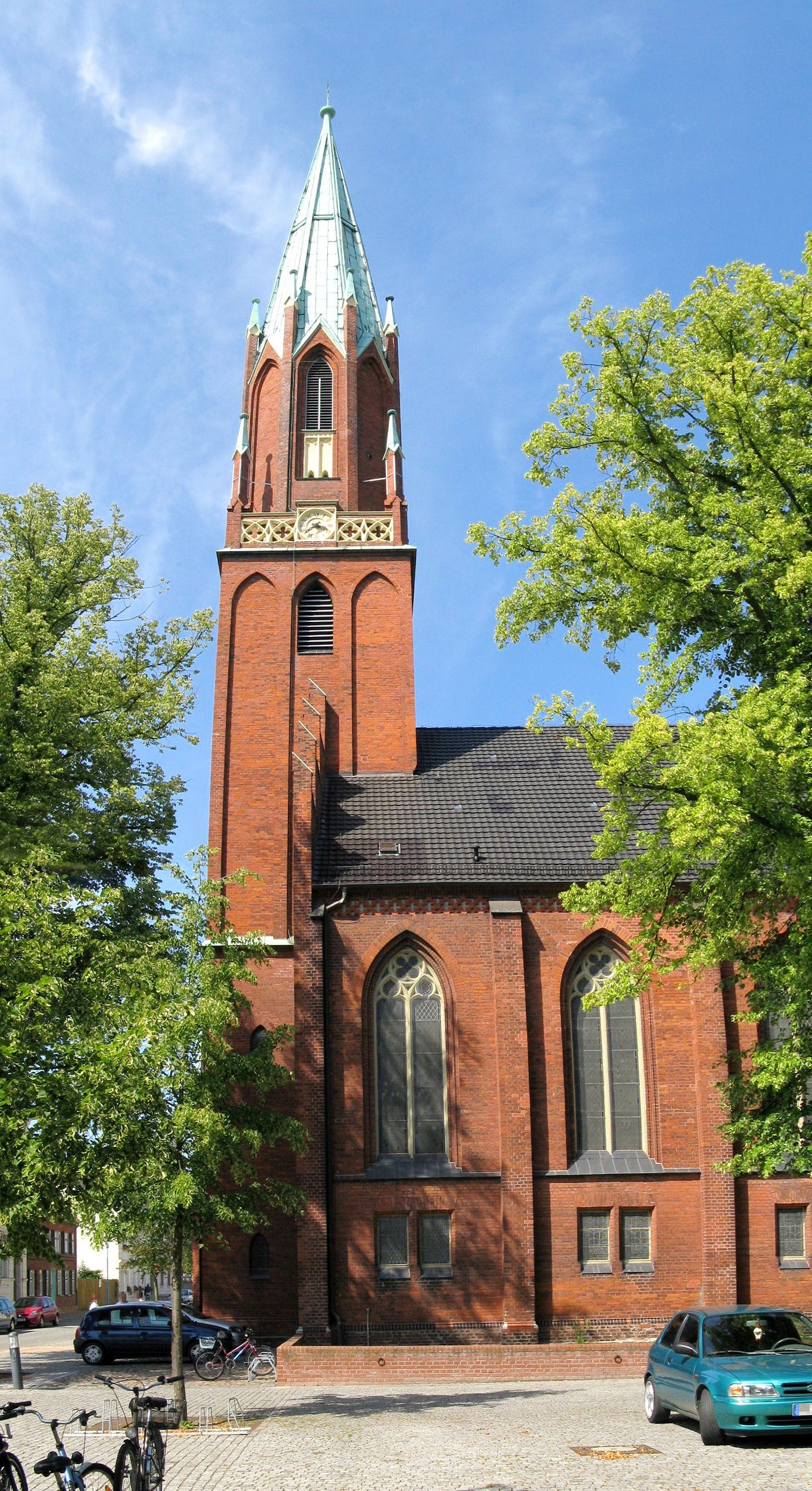
Evangelische Kirche

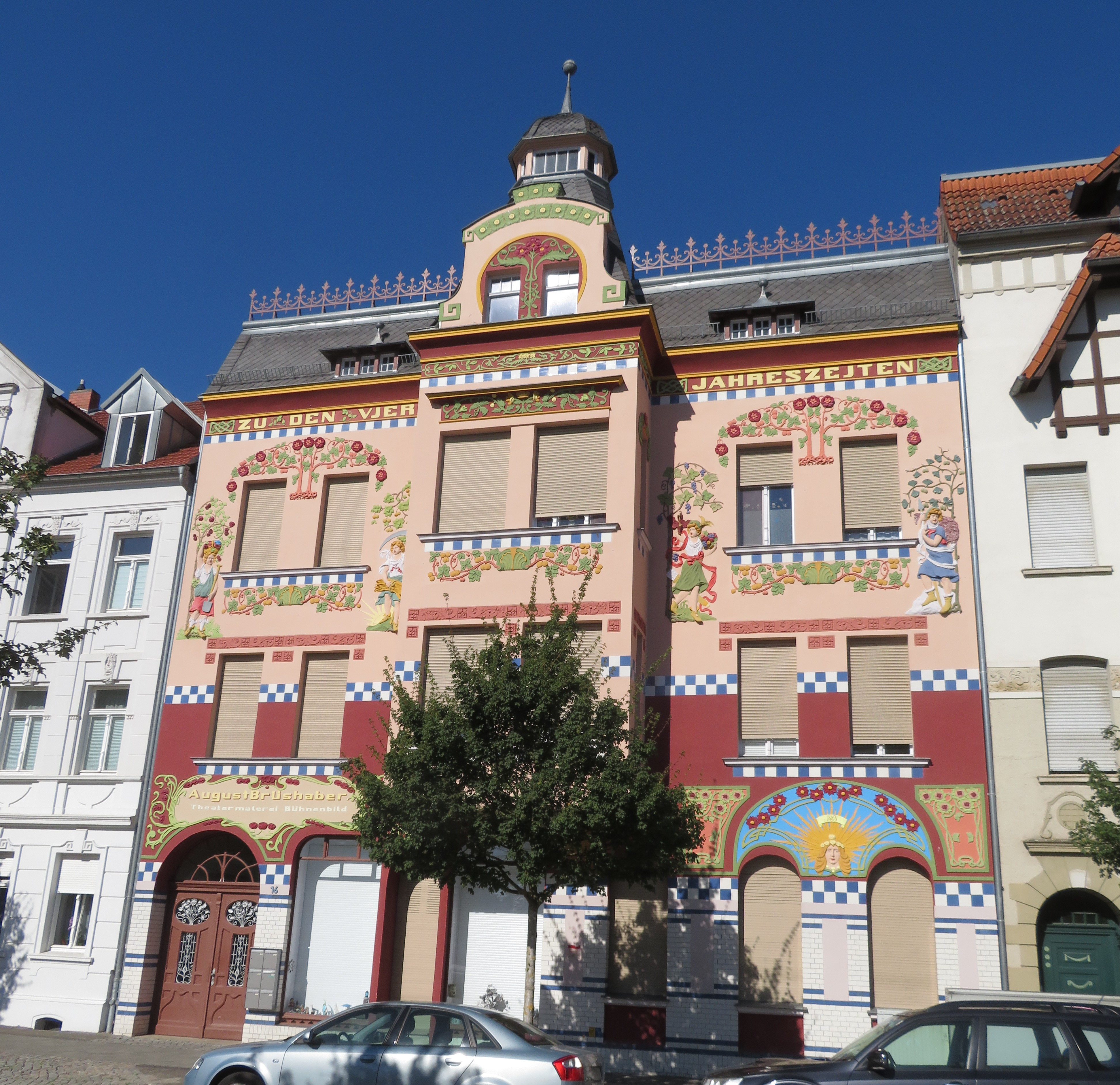
Haus der vier Jahreszeiten im Wohnquartier Heisterbusch

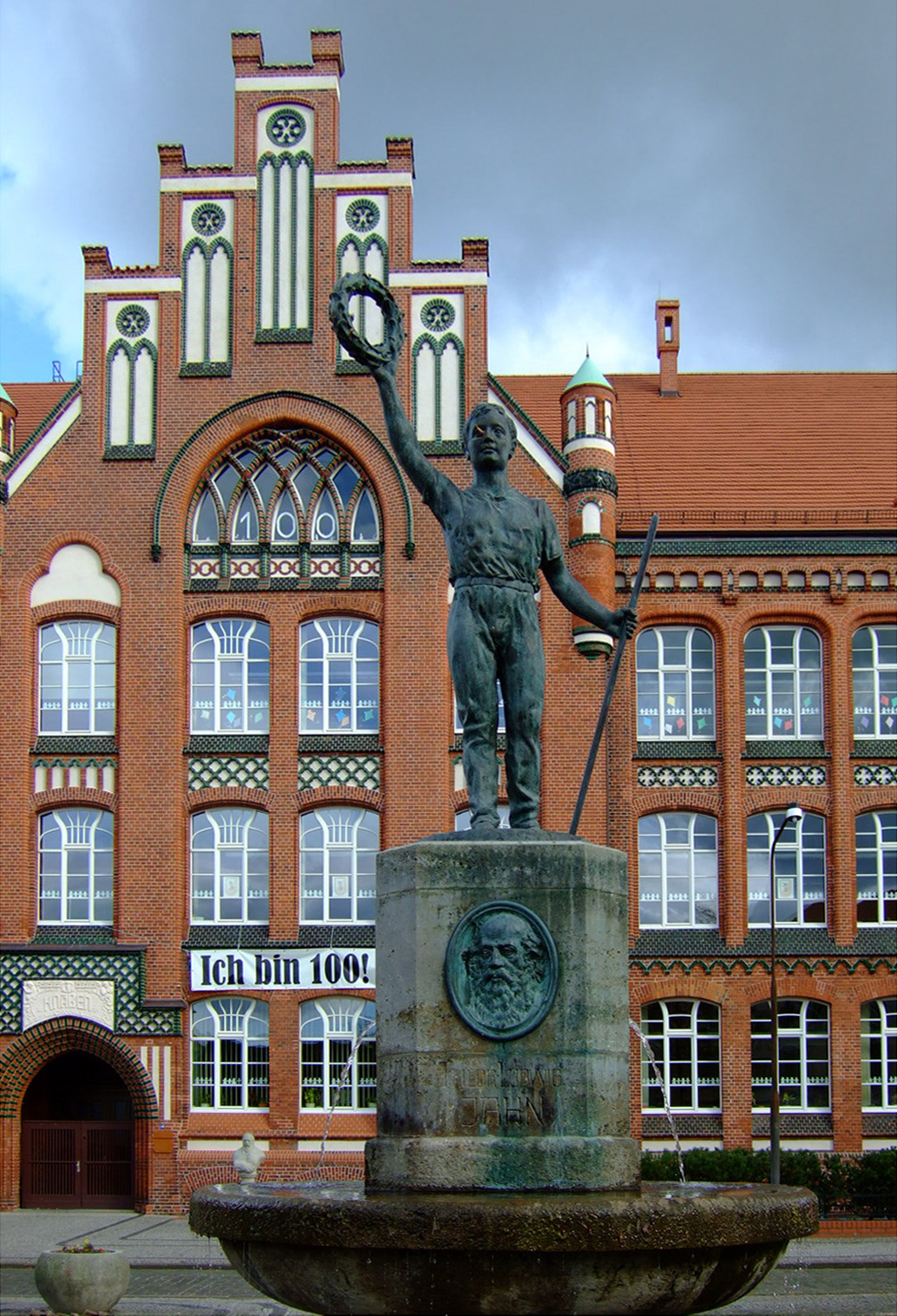
Denkmal an der Jahnschule

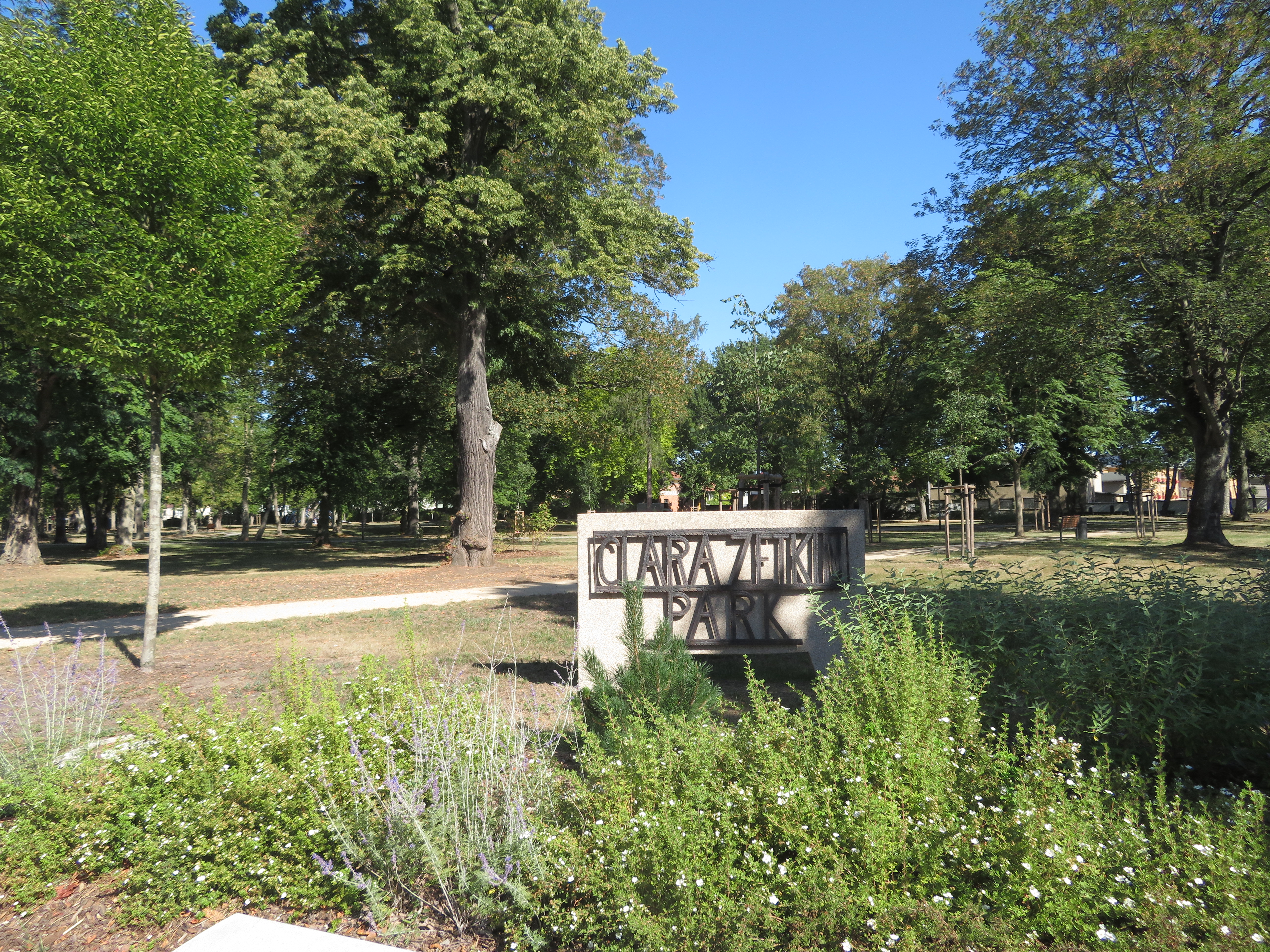
Clara-Zetkin-Park

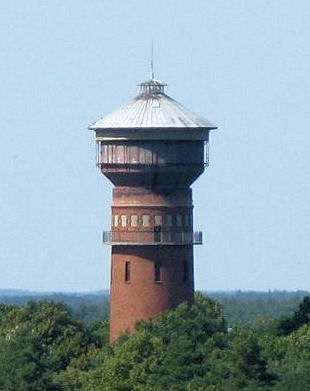
Wasserturm

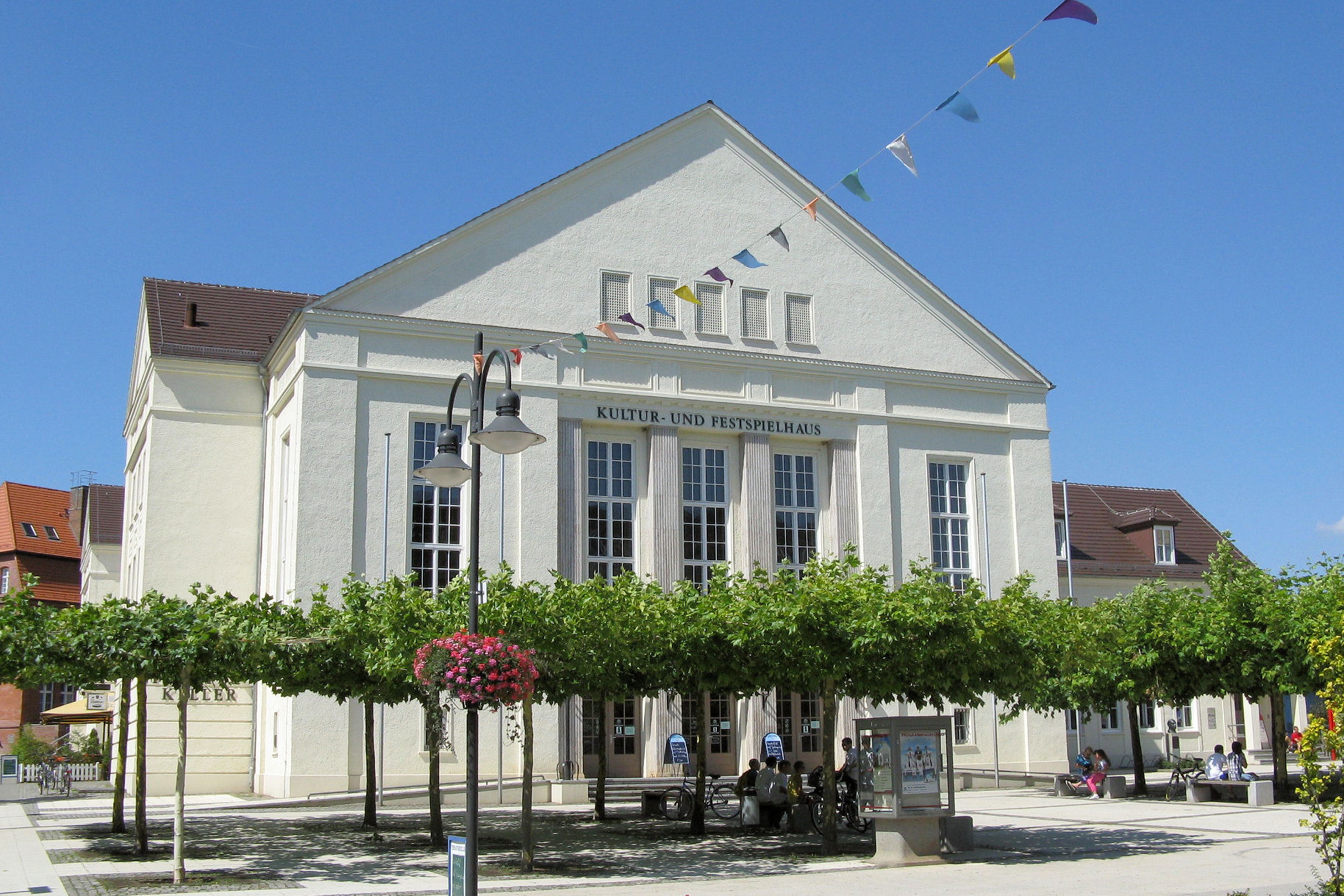
Kultur- und Festspielhaus

### Bauwerke (Auswahl)
- Steintorturm, ältestes Gebäude von ca. 1300
- Alte Burg Wittenberge (Stadtmuseum Wittenberge)
- Evangelische Kirche in der Altstadt, erbaut 1870–1872 mit einem 53 m hohen Turm; Eine erste Kirche, deren Fundamente bei Bauarbeiten 1997 wiederentdeckt wurden, entstand hier im 13. Jahrhundert. Vor ihr wurde der Marktplatz der Stadt angelegt. Sie brannte 1652 und 1757 ab. Der Wiederaufbau war 1771 vollendet, doch im 19. Jahrhundert erwies sich die Kirche als zu klein für die wachsende Stadt. Sie wurde 1870 abgerissen und durch den heutigen Ziegelbau mit 1200 Sitzplätzen ersetzt.[30]
- Neoklassizistisches Kultur- und Festspielhaus, 1959 erbaut und 1999 wieder eröffnet
- Katholische Kirche St. Heinrich, erbaut 1898, mit moderner Innengestaltung (1976 von Friedrich Press)
- Neobarockes Rathaus, erbaut 1912–1914; Turmbesteigung in der wärmeren Jahreszeit möglich
- Historischer Wasserturm im Stadtpark, erbaut 1905, mit Trinkhalle
- Jugendstilhaus Haus der vier Jahreszeiten, erbaut 1906, an der Johannes-Runge-Straße am Schillerplatz im 1900–1914 angelegten Wohnquartier Heisterbusch; Im Bereich der Fassade sind die vier Jahreszeiten mit farbenfrohen geometrischen und floralen Mustern dargestellt. Im Quartier finden sich zahlreiche weitere Beispiele des Jugendstils mit Fachwerkgiebeln, Erkern, Keramik und Stuck.
- Historischer Bahnhof mit großem Gründerzeit-Speisesaal, 1846 im klassizistischen Stil als größtes Bahnhofsgebäude zwischen Hamburg und Berlin erbaut.
- Alte Ölmühle zu Wittenberge, erbaut 1856[31], einzige Brauerei in Wittenberge[32], Festspielgelände der Elblandfestspiele mit Elblandbühne (für ca. 3500 Besucher)
- Ehemaliges Nähmaschinenwerk, erbaut ab 1903, ursprünglich Singer, nach 1945 Veritas;  Am 17. Oktober 2024 zeichnete die Bundesingenieurkammer das Nähmaschinenwerk als Historisches Wahrzeichen der Ingenieurbaukunst in Deutschland aus; damit erhielt erstmals eine Fabrik diese Auszeichnung.
- Uhrenturm des Nähmaschinenwerks mit der größten freistehenden Turmuhr auf dem europäischen Festland
- Siedlung „Eigene Scholle“ im Norden der Stadt, 1913–1914 von Walter Gropius und Adolf Meyer
- Elbebrücke Wittenberge (B 189) (1978), mit 1.110 m längste in der DDR gebaute Straßenbrücke
- Elbebrücke Wittenberge (Eisenbahn) (1987), mit 1.030 m längste in der DDR gebaute Eisenbahnbrücke

### Skulpturen und Denkmale (Auswahl)
- Der Bildhauer Christian Uhlig schuf die dreiteilige Skulpturengruppe Zeitreise, die am Elbufer platziert wurde.
- Gedenkstein von 1949 gegenüber dem Haupteingang des Friedhofs an der Parkstraße 30 für die Opfer des Faschismus durch KZ-Terror und Zwangsarbeit
- Mahnmal von 1996 für die Opfer der Kriege und Gewaltherrschaft in der Nähe der Feierhalle
- Gedenkstein im Hof des ehemaligen Nähmaschinenwerkes in der Bad Wilsnacker Straße 43 für sieben Personen, die als antifaschistische Widerstandskämpfer, Zwangsarbeiter(innen) ermordet wurden
- Gedenkstein von 1962 zur Erinnerung an den Jüdischen Friedhof auf dem Gelände des Städtischen Friedhofes
- Gedenkstein von 1969 an der Ernst-Thälmann-Straße für den gleichnamigen Arbeiterpolitiker, der 1944 im KZ Buchenwald ermordet wurde

### Parks
- Stadtpark
- Waldfriedhof
- Schützenplatz (Veranstaltungsort für Zirkus, Schützenfest, Osterfeuer)
- Clara-Zetkin-Park, ab 1967 auf dem Gelände des 1918 aufgelösten früheren städtischen Friedhofs an der Perleberger Straße angelegt und 1969 nach Clara Zetkin benannt. Der Park wurde von 2018 bis 2020 neu gestaltet.[33]

### Naturdenkmale
Offiziell anerkannte Naturdenkmäler:
- Hängebuche (Fagus silvatica 'Pendula') auf dem östlichen Teil des Elmshorner Platzes
- Kaukasische Flügelnuss (Pterocarya fraxinifolia) auf dem westlichen Teil des Elmshorner Platzes
- Stiel-Eiche (Quercus robur) auf der Anhöhe des Stadtparkes
- Platanen (Platanus acerifolia) beiderseits der Auffahrt zum Grundstück Perleberger Straße 31
- Stiel-Eiche in der Straße Weinberg
- Stiel-Eiche in einer Gasse zwischen der Bahnstraße und der Straße Hinter den Planken
- acht Rotbuchen (Fagus silvatica) an der Straße Am Kuhberg, die einen Laubengang bilden
- Stiel-Eiche an der Straße zwischen Gasedow und Lütjenheide
- vier Stiel-Eichen vor der Ortschaft Lütjenheide
- Stiel-Eiche am Brack zwischen Hinzdorf und Scharleuk

### Kultur
(Museen, Theater, Kino)
- Stadtmuseum in der Alten Burg, dem ältesten Wohnhaus der Stadt
- Eisenbahnmuseum Historischer Lokschuppen Wittenberge
- Kultur- und Festspielhaus Wittenberge am Paul-Lincke-Platz
- Elblandfestspiele Wittenberge – internationales Festival für Operette und heitere Bühnenkunst in Deutschland (jährliche Veranstaltungen in den Sommermonaten)
- Stadtsalon Safari – Raum für Kultur am Bismarckplatz
- Kino Movie Star in der Friedrich-Ebert-Straße 15 nahe dem Bismarckplatz

### Regelmäßige Veranstaltungen
- im Mai: Internationale Schießsportwoche
- im Mai: Internationaler Gesangswettbewerb für Operette „Paul Lincke“ Wittenberge
- im Juni: Freiluft-Volleyballturnier „Volleyballsommer“ des SV Empor / Grün-Rot Wittenberge 1990 e. V.
- im Juni: Dixilandfest im Hof des Marie-Curie-Gymnasium Wittenberge
- zu Pfingsten: Country-Music-Festival Wittenberge, auf dem Sport- und Freizeitgelände des ESV 1888 nahe dem Ausbesserungswerk der Deutschen Bahn
- im Juli: Elblandfestspiele Wittenberge
- im August: Stadt- und Hafenfest, Elb-Badetag

### Kulinarische Spezialitäten der Region
Knieperkohl („Saurer Hansen“)

### Weiteres
Zum regional tradierten Volksgut gehört die Legende vom Fährmann Hildebrand.

## Wirtschaft und Infrastruktur

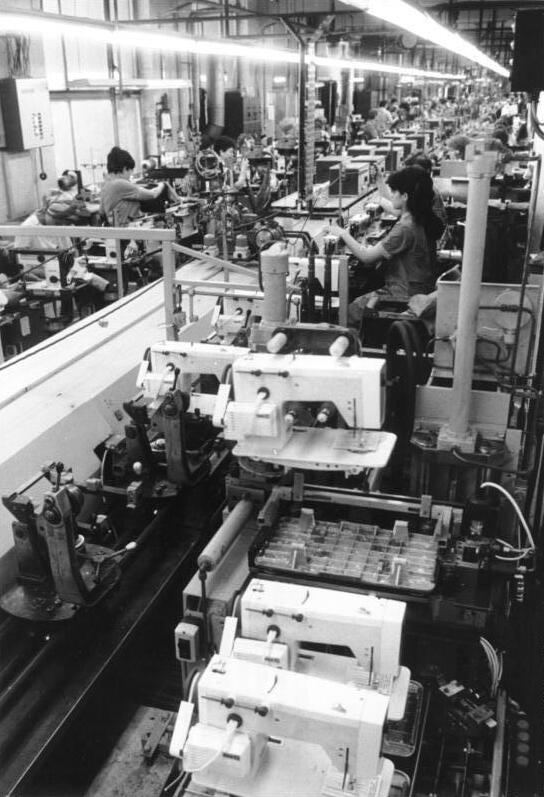
Produktionsstätte der Nähmaschinen Veritas und Naumann, 1987

### Unternehmen
Der Wirtschaftsstandort ist Teil des Wachstumskerns Prignitz, einer von 15 Regionalen Wachstumskernen im Land Brandenburg. Dadurch werden ausgewählte zukunftsorientierte Branchen gefördert.
In Wittenberge gab es 89 Jahre lang das Nähmaschinenwerk Wittenberge mit 3200 Mitarbeitern im Jahr 1989. Obwohl hier in den 1980er Jahren noch neue Fertigungsanlagen errichtet wurden, sah die Treuhandanstalt keine Zukunft für das Werk und liquidierte es kurz nach der Wende 1992. Seinen Ursprung hatte das Werk 1903 als Zweigwerk der amerikanischen Firma Singer, die produzierten Maschinen trugen die Namen Veritas und Naumann.
Seit 2010 gab es Gewerbeansiedlungen wie den österreichischen Dämmstoffhersteller Austrotherm, den Frankiermaschinenhersteller Francotyp-Postalia oder den Transformatorenhersteller Schacht GmbH und 2015 die Firma Lau Förderanlagen GmbH & Co. KG.
Der weiterhin noch größte Arbeitgeber ist mit dem DB Werk Wittenberge die Deutsche Bahn, es ist mit der Instandhaltung von Reisezugwagen beauftragt. Von 2012 bis 2014 erfolgte dort die Revision der Doppelstockwagen mit Einbau neuer Monitore, LED statt Röhren und Notebook-Stromanschlüssen für den Nahverkehr in z. B. Hessen und Brandenburg. Ebenso wird dort die IC-Flotte der Deutschen Bahn modernisiert.

### Verkehr

#### Straßenverkehr
Wittenberge liegt an der Bundesstraße B 189 zwischen Perleberg und Stendal, von der hier die B 195 nach Boizenburg abzweigt. Über die Landesstraße L 11 ist Bad Wilsnack erreichbar.
Die Elbbrücke an der B 189 bei Wittenberge ist die einzige Straßenbrücke zwischen den Brücken der B 191 bei Dömitz (etwa 50 km flussabwärts) und der B 188 bei Tangermünde (etwa 60 km flussaufwärts). Dazwischen kann die Elbe nur mit Fähren überquert werden.
Die nächsten Autobahnanschlussstellen sind Karstädt an der A 14 und Wittstock an der A 19 nach Rostock. Mit dem geplanten Lückenschluss der A 14 (Magdeburg–Schwerin) wird Wittenberge eine neue Elbebrücke und einen direkten Autobahnanschluss erhalten.
Der regionale Busverkehr erfolgt durch die ARGE Prignitzbus. Dabei übernimmt die Linie 942 den innerstädtischen Verkehr.

#### Schienenverkehr

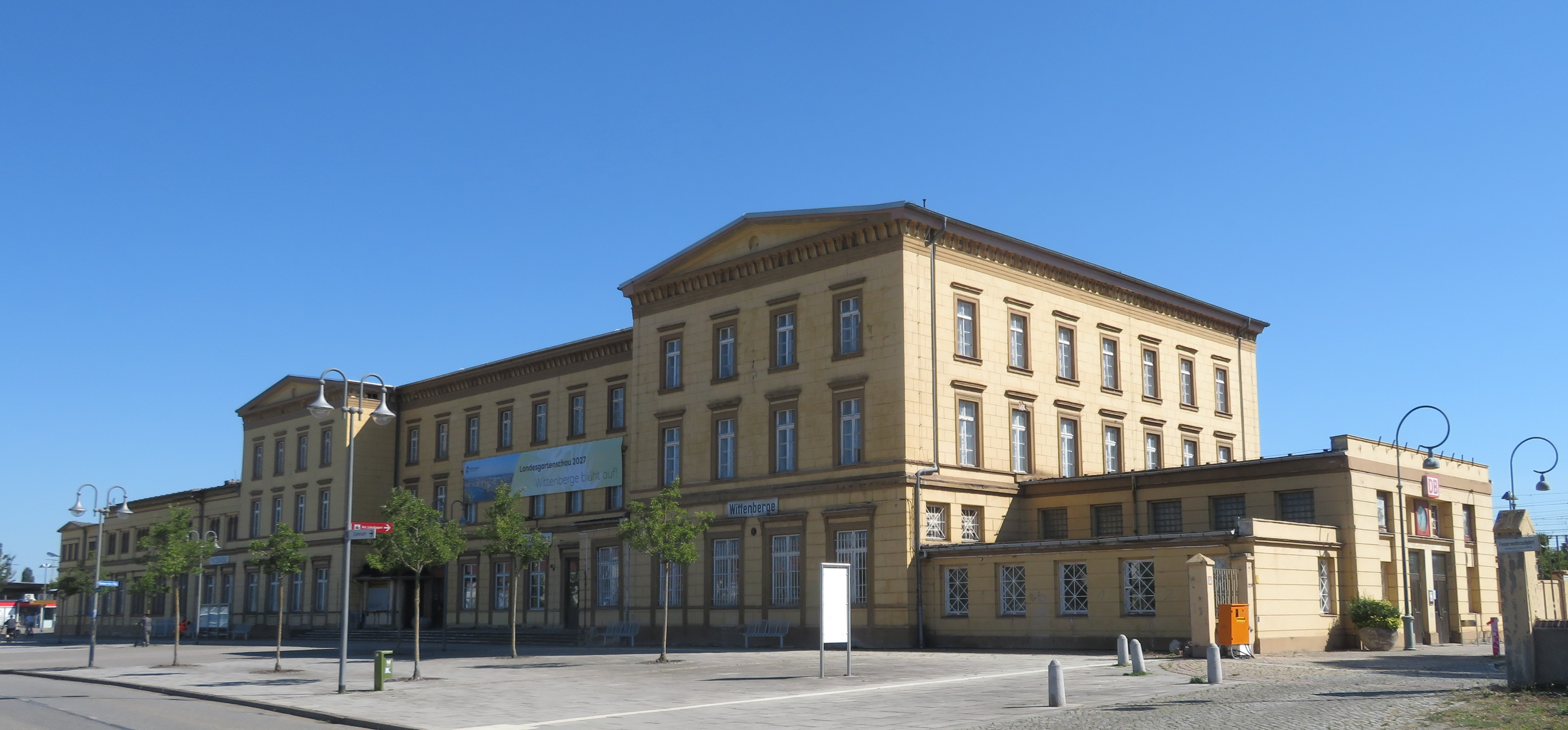
Bahnhof Wittenberge

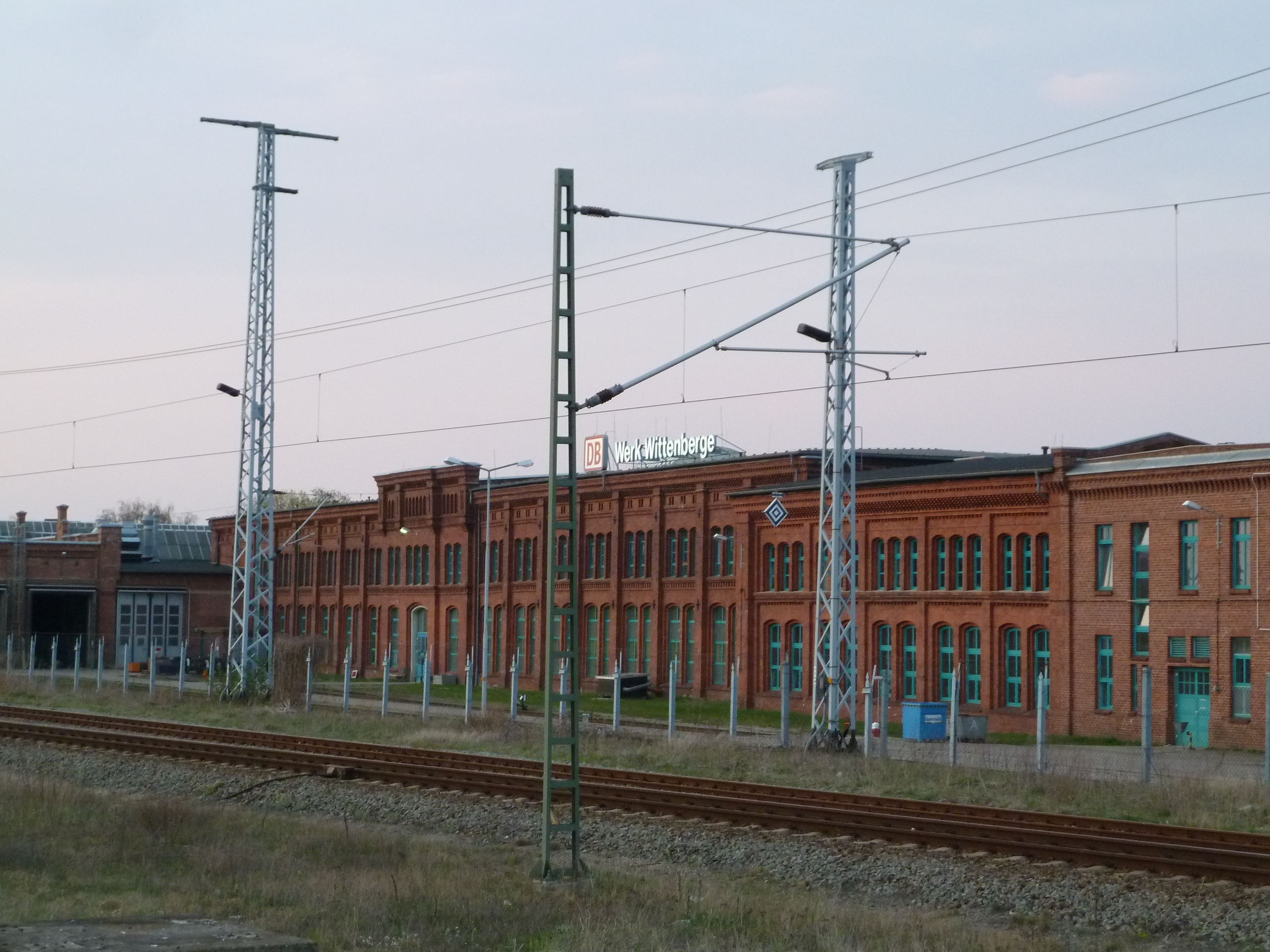
DB-Werk Wittenberge

Der Bahnhof Wittenberge mit umfangreichen weiteren Betriebseinrichtungen liegt an der Schnellfahrstrecke Berlin–Hamburg und ist die wichtigste Station zwischen den beiden Städten. Er ist außerdem Ausgangspunkt der Bahnstrecken nach Wittstock (Dosse) und Stendal.
Wittenberge wird im Fernverkehr von einzelnen Intercity-Express-Zügen der Linie (Kopenhagen/Aarhus –) Hamburg – Berlin (– Leipzig – München) und von weiteren Intercity- bzw. Eurocity-Zügen auf der Strecke (Westerland –) Hamburg – Berlin – Dresden (– Prag – Bratislava / Wien) angefahren. Einmal wöchentlich verkehrt zusätzlich ein Intercity Rostock – Schwerin – Stendal – Magdeburg – Leipzig.
Im Regionalverkehr halten hier Regional-Express-Züge der Linie RE 8 Wismar – Schwerin Hbf – Wittenberge – Neustadt (Dosse) – Nauen – Berliner Stadtbahn – Flughafen BER im Stunden-Takt (zwischen Wittenberge und Wismar im Zwei-Stunden-Takt). Die Züge der S-Bahn S1 nach Stendal – Wolmirstedt – Magdeburg Hbf – Schönebeck (Elbe) und die der Regional-Express-Linie RE 6 nach Perleberg – Pritzwalk – Wittstock (Dosse) – Neuruppin – Hennigsdorf (b Berlin) – Berlin-Charlottenburg verkehren stündlich. Auf der Bahnstrecke nach Arendsee–Salzwedel wurde 2004 der Personenverkehr eingestellt und durch den Landesbus 200 ersetzt.
Zuvor verkehrten hier ab 1870 auch die Züge der Bahnstrecke Wittenberge–Lüneburg der Berlin-Hamburger Bahn, die bei Dömitz über die Elbe und über Dannenberg und Lüneburg nach Buchholz führte. Sie sollte ursprünglich der direkten Verbindung Berlin–Bremen dienen, was aber nicht zustande kam. Während der Zeit der DDR war der Bahnhof Wittenberge einer der wichtigsten Bahnhöfe im nordwestlichen Bereich des Netzes der Deutschen Reichsbahn.
Mit der Aufbereitung Wittenberger Eisenbahngeschichte beschäftigt sich der Verein Historischer Lokschuppen Wittenberge e. V. Im Lokschuppen sind seit 2012 die Fahrzeuge des Dampflokfreunde Salzwedel e. V. stationiert.

#### Schiffsverkehr

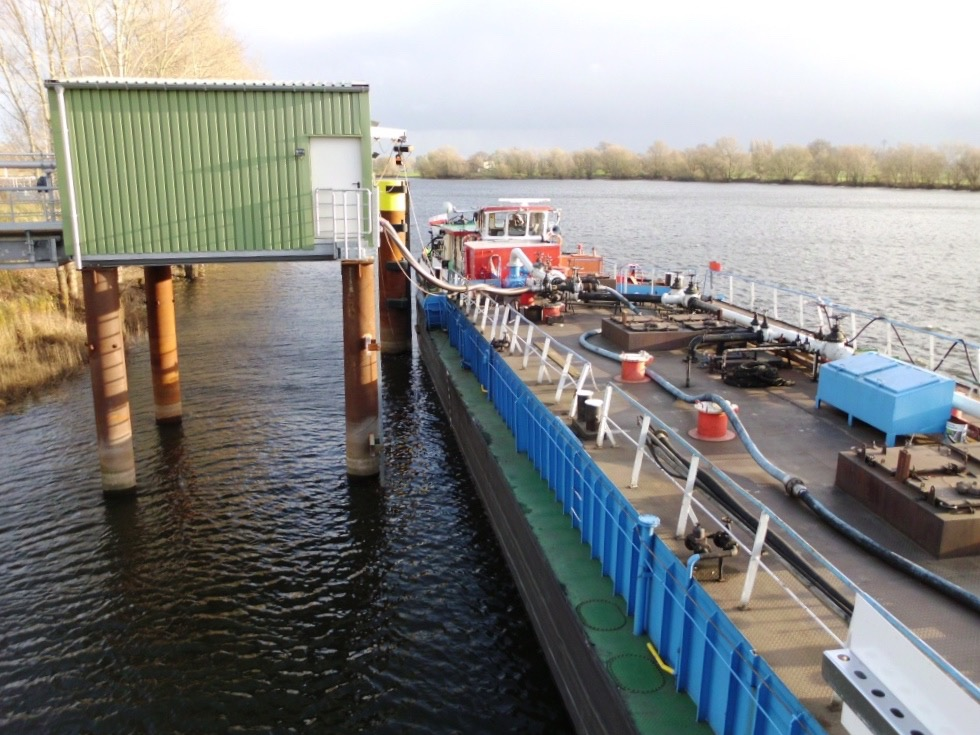
Neuer Anleger für Tankschiffe in Wittenberge

An der Einmündung der Stepenitz in die Elbe direkt am Industriegebiet Süd befindet sich der Hafen von Wittenberge. Am Mehrzweckanleger können verschiedene Güterarten umgeschlagen werden. Der Hafenbahnhof mit vier Verladegleisen ermöglicht trimodalen Umschlag. Ein zusätzlicher Anleger für Flüssiggüter ermöglicht direktes Be- und Entladen von Tankschiffen ohne Zwischentransport. Der Betreiber des Binnenhafens ist die ElbePort Wittenberge GmbH, ein Tochterunternehmen der Eisenbahngesellschaft Potsdam mbH (EGP).

### Öffentliche Einrichtungen
- Stadtinformation Wittenberge im Festspielhaus am Paul-Lincke-Platz
- Die Feuerwehr der Stadt Wittenberge besteht aus den Ortswehren Wittenberge, Hinzdorf und Bentwisch.
- Der Ortsverband Wittenberge des THW befindet sich in der benachbarten Gemeinde Cumlosen.
- Die Landespolizei Brandenburg unterhält ein Polizeirevier in Wittenberge
- Kraftwerk

### Bildung
Neben dem Marie-Curie-Gymnasium Wittenberge gibt es noch die Oberschule Wittenberge, das Oberstufenzentrum des Landkreises Prignitz, mehrere Grund- und Förderschulen sowie acht Kindertagesstätten, die von der Stadt oder anderen Betreibern unterhalten werden.
Die Kreisvolkshochschule Prignitz bietet Weiterbildung für Erwachsene, auch auf dem zweiten Bildungsweg.
Eine Stadtbibliothek wurde 1907 eröffnet, die seit 1954 den Namen Martin-Andersen-Nexö-Bibliothek trägt und 2019 etwa 33.000 Medien anbot.

### Sport
Derzeit gibt es 20 Sportvereine mit knapp 2170 Mitgliedern. Die Wittenberger Schützengilde, einer der traditionsreichsten und erfolgreichsten Vereine der Stadt, brachte Welt- und Europameister hervor, auch aus dem Tanzcentrum Wittenberge kamen Europameister.
- Wittenberger Schützengilde 1582
- Turngemeinde Wittenberge 1863
- Eisenbahnersportverein (ESV) Wittenberge 1888
- FSV Veritas Wittenberge/Breese (Fußball)
- SSV Empor 90 Wittenberge
- SV Empor/Grün-Rot Wittenberge 1990
- Tanzcentrum Wittenberge
- Prignitzer Handball-Club (PHC) Wittenberge (Handball)
- Motorboot- und Segelclub Neptun
- SchwimmClub „Delphin“ Wittenberge
- Reitverein Wittenberge.
- DS „Racing-Team“ (Motorsport)
- Boxsportverein Veritas Wittenberge
- Inside Bowling Club Wittenberge
- zahlreiche Anglervereine

## Persönlichkeiten

### Söhne und Töchter der Stadt

#### Bis 1900
- August Friedrich Moritz Anton (1798–1868), Pädagoge
- Louis Krause (1844–1908), Unternehmer
- Hermann Bamberg (1846–1928), deutsch-jüdischer Kaufmann und Berliner Kommunalpolitiker
- Johannes Daniel Benda (1849–1927), Jurist und Politiker
- Eugen Hildach (1849–1924), Sänger, Gesangslehrer und Komponist
- Carl Lindenberg (1850–1928), Jurist und Philatelist
- Edmund Söhnker (1865–1939), Tischler und Politiker (SPD)
- Emil Wiglow (1865–1945), Kaufmann und Bankdirektor
- Arthur Obst (1866–1936), Lehrer und Journalist
- Georg Wetzel (1871–1951), Mediziner und Anatom
- Otto Telschow (1876–1945), Politiker (NSDAP), MdR, Gauleiter, Staatsrat und Reichsverteidigungskommissar
- Fried Lübbecke (1883–1965), Kunsthistoriker
- George Naylor, 1885–?, Unternehmer in der Textilindustrie
- Ludwig Storbeck (1886–1966), Historiker und Studienrat
- Friedrich Burmeister (1888–1968), Politiker (RPD, DDP, CDU), MdV
- Agnes Wendland (1891–1946), Widerstandskämpferin gegen das NS-Regime
- Arthur Zabel (1891–1954), Gewerkschafter und Politiker (SPD), MdL
- Hans Flehr (1900–1970), Architekt

#### 1901 bis 1950
- Max Bernhardt (1906–1979), Schauspieler
- Ernst Richert (1912–1976), Soziologe und Publizist
- Richard von Elsner (1913–2003), Maschinenbauingenieur und Hochschullehrer
- Georg Wolff (1914–1996), Journalist und SS-Hauptsturmführer
- Harald Schaub (1917–1991), Maler
- Hans Bluhm (1922–2009), Journalist
- Klaus Havenstein (1922–1998), Schauspieler, Kabarettist und Moderator
- Rudolf Hoppe (1922–2014), Chemiker
- Willi Conrad (1923–2012), Fußballspieler
- Erwin Lademann (1923–2015), Schriftsteller und Journalist
- Horst Weigt (1924–1989), Parteifunktionär (SED)
- Horst Bartsch (1926–1989), Grafiker und Buchillustrator
- Willi Heine (1929–2017), Pädiater und Hochschullehrer
- Hans Joachim Hirsch (1929–2011), Strafrechtslehrer
- Gisela Gneist (1930–2007), Lehrerin, Opfer des Kommunismus
- Wilfried Pflughaupt (1930–1958), Schachkomponist
- Ulrich Makosch (1933–2008), Journalist und SED-Funktionär
- Heinz-Dieter Winter (* 1934), Diplomat und Botschafter, stellvertretender Minister für auswärtige Angelegenheiten der DDR
- Dieter Irmer (* 1935), Altphilologe
- Karl-Otto Prietzel (* 1936), Ingenieur
- Peter von Jagow (* 1937), Botschafter
- Henning Schneider (* 1939), Gynäkologe und Hochschullehrer
- Eva Schulz-Flügel (* 1939), evangelische Theologin
- Detlef Jena (* 1940), Historiker und Publizist
- Jörg Goldberg (* 1943), marxistischer Ökonom und Sachbuchautor
- Helge Jung (1943–2013), Musiker und Komponist
- Stefan Paetow (* 1943), Jurist, Richter am BVerwG
- Christian Schmidt (1943–2021), Politiker (Grüne), MdB
- Peter Orban (1944–2024), Psychotherapeut und Astrologe
- Friedrich Schorlemmer (1944–2024), Theologe und Bürgerrechtler
- Jörg Buchna (* 1945), evangelisch-lutherischer Geistlicher
- Bernd Bilitewski (* 1946), Wirtschaftsingenieur
- Bernd Rudow (* 1947), Psychologe und Arbeitswissenschaftler
- Ulrich Schießl (1948–2011), Kunsthistoriker und Restaurator
- Joachim Tschirner (* 1948), Dokumentarfilmregisseur und Akzidenz-Schriftsetzer
- Detlev Paepke (* 1950), Politiker (LDPD/FDP)

#### Ab 1951
- Jörg Petzel (* 1953), Germanist
- Udo Schenk (* 1953), Schauspieler, Synchron- und Hörspielsprecher
- Hans-Georg Lemme (1953–1974), Flüchtling, Todesopfer an der innerdeutschen Grenze
- Norbert Klaar (* 1954), Sportschütze
- Uwe Potteck (* 1955), Sportschütze
- Uwe Warnke (* 1956), Schriftsteller und Verleger
- Frank Bogisch (* 1956), Unternehmer, Ingenieur und Politiker (SPD), MdV, MdB
- Monika Gerstendörfer (1956–2010), Psychologin, Frauenrechtlerin und Schriftstellerin
- Holger Timm (* 1957), Unternehmer
- Michael Rom (1957–1991), Dichter
- Jürgen Stadelmann (* 1959), Politiker (CDU), MdL
- Christoph Ringk (* 1960), Fußballspieler
- Frank Pfeil (* 1960), Verwaltungsbeamter
- Olaf Briese (* 1963), Kulturwissenschaftler
- Mario Schulz (* 1966), Politiker (NPD)
- Heiko Reissig (* 1966), Sänger, Schauspieler, Regisseur, Intendant
- Thomas Flint (* 1966), Richter am Bundessozialgericht
- Richard Kruspe (* 1967), Metalmusiker
- Christine Magerski (* 1969), Literatur- und Kulturwissenschaftlerin

### Mit Wittenberge verbundene Persönlichkeiten
- Gans zu Wittenberge, Stadtgründer
- Salomon Herz (1791–1865), jüdischer Kaufmann aus Berlin, Gründer der Wittenberger Ölmühle an der Elbe
- Paul Lincke (1866–1946), Operettenkomponist, 1882–1886 musikalische Ausbildung an der Wittenberger Stadtpfeiferei unter Rudolph Kleinow
- Johann Wilhelm Trollmann (1907–1943), sinto-deutscher Boxer; 1933 deutscher Meister im Halbschwergewicht, 1944 im Außenlager Wittenberge des KZ Neuengamme ermordet
- Ulrich Woronowicz (1928–2011), evangelischer Theologe und Buchautor, Pfarrer in Wittenberge
- Georg-Michael Fleischer (1941–2022), Chirurg, Chefarzt in Wittenberge

## Sonstiges
Die Stadt erhielt mit den Jahren zwei Identifikationsnamen, den ersten wegen des Nähmaschinenwerkes – Wittenberge Stadt der Nähmaschinen – und den zweiten, da die meisten Arbeiter des Nähmaschinen- und des Zellwollwerks, aber auch die der Ölmühle ihren Arbeitsweg mit dem Fahrrad bestritten, Fahrradstadt Wittenberge, und seit 2000 zunehmend Festspielstadt Wittenberge.
Wittenberge ist beliebter Drehort diverser Filmproduktionen (historische Bausubstanz-Kulissen) u. a.:
- Karbid und Sauerampfer mit Erwin Geschonneck und Marita Böhme (1963), Regie Frank Beyer
- Toter Mann mit Nina Hoss, André Hennicke und Sven Pippig (2001)
- Der Verleger mit Heiner Lauterbach (2001)
- Crazy Race 2 – Warum die Mauer wirklich fiel mit Wolke Hegenbarth, Katy Karrenbauer, Daniel Küblböck, Mundstuhl und Dirk Bach (2004)
- Kleinruppin forever mit Tobias Schenke, in einer Nebenrolle: Heiko Reissig (2004)
- Neger, Neger, Schornsteinfeger mit Veronica Ferres (2005)
- Yella mit Nina Hoss, Hinnerk Schönemann und Devid Striesow, Regie Christian Petzold (2007)